# رشید والاس
رشید عبدل والاس (به انگلیسی: Rasheed Abdul Wallace) ‏ (۱۷ سپتامبر ۱۹۷۴ در فیلادلفیا) بازیکن بسکتبال اهل ایالات متحده آمریکا است. او در سال ۲۰۱۰ پس از آخرین بازی تیم بوستون سلتیکز در لیگ ان بی ای اعلام بازنشستگی کرد ولی امسال مجدداً به بازی حرفه‌ای برگشت و با تیم نیویورک نیکز قرارداد امضا کرد. والاس پیشتر عضو تیم دیترویت پیستونز بود و با این تیم در سال ۲۰۰۴ به قهرمانی ان‌بی‌ای رسید. سابقه بازی در واشنگتن بولتز، پورتلند تریل بلیزرز، آتلانتا هاوکز را نیز دارد. رشید والاس مسلمان است.